# Jalovec
Jalovec je 2645 m visoka gora v Julijskih Alpah in je šesti najvišji vrh v Sloveniji. Sosednje gore so Mangart (proti zahodu), Travnik in Mojstrovka (proti vzhodu) ter Ponce (proti severu). Vrh stoji na meji med črnomorskim in jadranskim povodjem, med alpskimi dolinami Tamarja, Loške Koritnice in Trente.

## Zgodovina
Vrh je prvi osvojil leta 1875 Karl Wurmb (z vodnikoma Črnuto in Strgulcem). V obdobju med obema vojnama je preko vrha potekala rapalska meja, eno od bližnjih italijanskih vojaških opazovalnic so leta 1950 preuredili v Zavetišče pod Špičkom (2064 m), ki ga upravlja PD Jesenice. Jalovec je tudi v grbu Planinske zveze Slovenije.

## Pristopi
Vse označene poti na Jalovec so zelo zahtevne. Možni pristopi so:
- iz Loške Koritnice in Tamarja preko Kotovega sedla (2134 m)
- iz Zadnje Trente (Flori) in Vršiča preko Zavetišča pod Špičkom (2064 m)
- iz Tamarja in Vršiča preko Jalovške škrbine (2117 m)
- iz Loške Koritnice in Bavšice preko sedla Čez Brežice (1980), Škrbine za Gradom (2277 m) in Zavetišča pod Špičko.

Označena pot skozi Jalovčev ozebnik je zaprta, vendar zelo popularna med turnimi smučarji.

## Galerija
- Jalovec ob sončnem vzhodu
- Vstop v Jalovčev ozebnik. Na levi je Jalovška škrbina (2138 m) in vrh Goličica (2394 m).
- Severna stena iz Malega kota.
- Pogled na Jalovec s Kotovega sedla (2134 m)
- Pogled na severno-zahodno steno Jalovca